# 安東尼奧埃利薩爾德將軍縣
2°12′S 79°10′W / 2.200°S 79.167°W
安東尼奧埃利薩爾德將軍縣（西班牙語：General Antonio Elizalde），是厄瓜多爾的縣份，位於該國中部，由瓜亞斯省負責管轄，面積152平方公里，2001年人口8,696，人口密度每平方公里57.21人。